# Margaret Ashton
Margaret Ashton (Withington, 19 de gener del 1856 - Didsbury, 15 d'octubre del 1937) fou una sufragista, política, pacifista i filantropa, la primera regidora de la ciutat de Manchester.

## Trajectòria

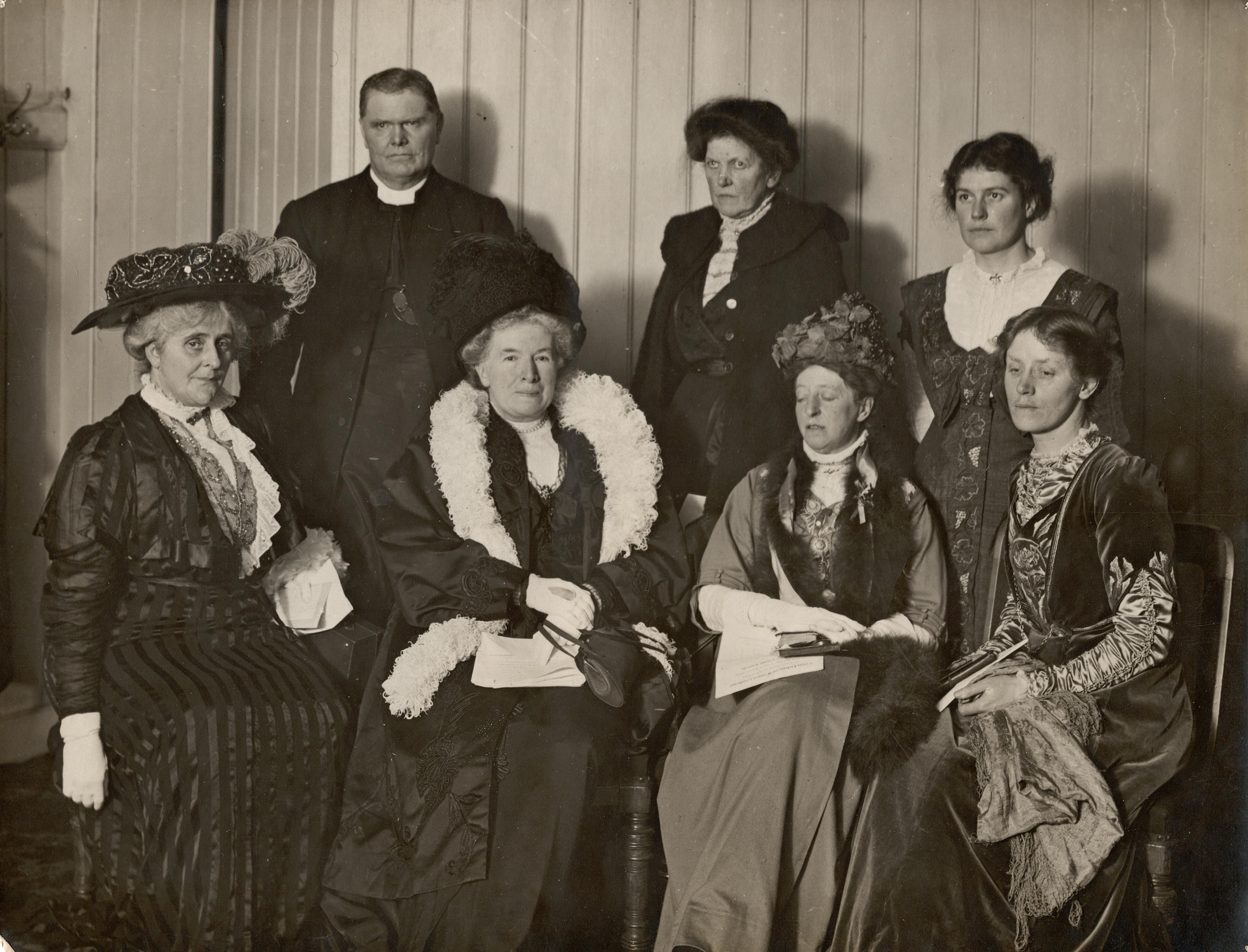
Un debat al Free Trade Hall amb sufragistes contra antisufragistes. Ashton és la tercera de l'esquerra en la primera filera

Fou la primera dona que es presentà al Consell Municipal de Manchester, i el 1908 fou triada per Manchester Withington (circumscripció representada en la Cambra dels Comuns del Parlament).
Com a membre del comité de salut pública de Manchester i presidenta del subcomité de benestar infantil i maternitat, Ashton recolzà les clíniques municipals per a mares i nadons i promogué la llet gratuïta per a nadons i mares d'un primer fill. El 1914 fundà el Manchester Babies Hospital amb la metgessa Catherine Chisholm (1878–1952).
Amb l'esclat de la Primera Guerra Mundial Ashton es trobava entre la minoria que se separà de la Unió Nacional de Societats de Sufragi Femení (NUWSS) i el moviment sufragista. Signà la Carta Oberta de Nadal, una crida a la pau dirigida "a les dones d'Alemanya i Àustria", publicada en Jus Suffragii al gener del 1915. Fundà una delegació a Manchester de la Lliga Internacional de Dones per la Pau i la Llibertat.
El 1920, la Women's Farm and Garden Union va crear un conjunt de petites granges per a dones a Surrey. Les patrocinadores inicials en foren Margaret Ashton, i Sydney Renée Courtauld.

## Llegat
El 1938, alguns amics i admiradors d'Ashton s'ajuntaren per finançar dues activitats:
- Un seient a l'Ajuntament de Manchester. Al respatller hi havia una placa amb els assoliments de Margaret.
- Una sèrie de conferències bianuals, organitzades per la Universitat Victoria de Manchester. La primera, sobre els victorians, fou impartida per Mary Stocks, directora del Westfield College, el 20 de març del 1941.

El 1982, l'institut femení Harpurhey es canvià de nom al de Margaret Ashton Sixth Form College.
El seu nom i foto (i els d'altres 58 sufragistes) són al pedestal de l'estàtua de Millicent Fawcett al Parliament Square, a Londres; s'inaugurà el 2018.
Margaret Ashton és una de les sis dones proposades per a una nova estàtua pública a Manchester.